# Edinburgh (Indiana)
Edinburgh és una població dels Estats Units a l'estat d'Indiana. Segons el cens del 2000 tenia 4.505 habitants.

## Demografia
Segons el cens del 2000, Edinburgh tenia 4.505 habitants, 1.789 habitatges, i 1.207 famílies. La densitat de població era de 612,5 habitants/km².
Dels 1.789 habitatges en un 33,4% hi vivien nens de menys de 18 anys, en un 51,7% hi vivien parelles casades, en un 11,2% dones solteres, i en un 32,5% no eren unitats familiars. En el 27,8% dels habitatges hi vivien persones soles el 9,2% de les quals corresponia a persones de 65 anys o més que vivien soles. El nombre mitjà de persones vivint en cada habitatge era de 2,52 i el nombre mitjà de persones que vivien en cada família era de 3,07.
Per edats la població es repartia de la següent manera: un 27,4% tenia menys de 18 anys, un 8,5% entre 18 i 24, un 30,8% entre 25 i 44, un 22,7% de 45 a 60 i un 10,5% 65 anys o més.
L'edat mediana era de 35 anys. Per cada 100 dones de 18 o més anys hi havia 96,6 homes.
La renda mediana per habitatge era de 32.170$ i la renda mediana per família de 40.511$. Els homes tenien una renda mediana de 27.445$ mentre que les dones 24.625$. La renda per capita de la població era de 14.486$. Entorn del 8,3% de les famílies i el 12,4% de la població estaven per davall del llindar de pobresa.

## Poblacions més properes
El següent diagrama mostra les poblacions més properes.